# 메인프레임 스튜디오
메인프레임 스튜디오(Mainframe Studios, 구 명칭: 레인메이커 엔터테인먼트/Rainmaker Entertainment, Inc., 메인프레임 엔터테인먼트/Mainframe Entertainment Inc.)는 밴쿠버를 기반으로 하는 캐나다의 컴퓨터 애니메이션, 디자인 회사이다. 최초의 CGI 애니메이션 시리즈인 《컴퓨터 용사 가디언》을 제작한 것으로 잘 알려져 있으며, 트랜스포머의 파생 작품인 《비스트 워즈》와 《비스트 머신즈》도 제작하였다. 또한 최근에는 마텔의 대부분의 바비 필름 시리즈를 제작한 것으로도 알려져 있다.
레인메이커 인컴 펀드는 2006년 8월 29일에 RNK 캐피털 리미티드 파트너십이 레인메이커 인컴 펀드와 합병하면서 소유하지 않았던 지분의 38%를 인수한다고 발표하였다. 합병 이후, 2007년 1월 31일에 레인메이커는 메인프레임 엔터테인먼트의 명칭이 레인메이커 엔터테인먼트로 변경된다고 발표하였다.

## 작품 목록

### 텔레비전 애니메이션
- 컴퓨터 용사 가디언(1994-1998,2001)
- 비스트 워즈(1996-1999)
- 비스트 머신즈(1999-2000)
- 뚝딱마을 통통아저씨(2015-2018)
- 컴퓨터 용사 가디언 2(2018)

### 극장 애니메이션
- 슈퍼노바 지구 탈출기(2013)
- 갤럭시 히어로즈: 라쳇 앤 클랭크(2016)

## 같이 보기
- 프레드레이터 스튜디오